# Lost Planet
Lost Planet (japonês: ロスト プラネット Rosuto Puranetto) (Planeta Perdido, em tradução literal) é uma série de videojogos desenvolvida e publicada pela Capcom. Foi lançada no Japão em 21 de dezembro de 2006 para Xbox 360 e posteriormente em outros países e para outras plataformas.

## Jogos
Consiste em três jogos: Lost Planet: Extreme Condition (Planeta Perdido: Condição Extrema, normalmente encurtado para Lost Planet), Lost Planet 2 e Lost Planet 3. Este foi desenvolvido pela Spark Unlimited em vez da Capcom e foi lançado em 28 de Agosto de 2013 para PlayStation 3, Xbox 360 e Microsoft Windows, mas distribuído pela Capcom, como os anteriores. Lost Planet 3 foi o único dos jogos a contar com legendas em português.
Em 30 de maio de 2008 uma Gold Edition do primeiro jogo, a Lost Planet: Colonies, foi lançada, mas apenas para PC e Xbox 360.

## Spin-off
E.X. Troopers (2012) foi um spin-off da série, também desenvolvido e distribuído pela Capcom somente no Japão para Nintendo 3DS e PlayStation 3 em 22 de novembro de 2012.